# Talinum fruticosum
Talinum fruticosum (L.) Juss., 1789 è una pianta erbacea perenne della famiglia Talinaceae, diffusa in Messico, Florida, nei Caraibi, in America centrale e in gran parte dell'America meridionale.
È ampiamente coltivata nelle regioni tropicali.

## Descrizione
La pianta cresce eretta, raggiungendo un'altezza tra i 30 e i 100 cm. Ha larghe foglie e dei piccoli fiori rosa.

## Usi
Questa pianta è ricca di vitamina A, vitamina C e di minerali tra cui il ferro e il Calcio. Poiché contiene una gran quantità di acido ossalico, il consumo dovrebbe essere evitato o limitato da chi soffre di disturbi renali, gotta e artrite reumatoide. Viene coltivata soprattutto nell'Africa occidentale, nell'Asia meridionale, nel Sud-est asiatico e nelle zone calde del Nord e del Sud America. Insieme alla Celosla è una dei più importanti ortaggi da foglia della Nigeria. In Brasile viene coltivato lungo le rive del Rio delle Amazzoni, e viene consumato principalmente negli stati di Pará e Amazonas.